# Romboutje
Een Romboutje is een Vlaamse snack, vooral bekend in Gent. Het bestaat uit een portie friet, gecombineerd met zowel gedroogde als verse uitjes, satékruiden, joppiesaus, stoofvleessaus en een in stukken gesneden mexicano. De snack is vernoemd naar Alexander Rombaut (ca. 1989), die het bedacht tijdens een nachtje uit in de Gentse Overpoort. De Gouden Saté, een bekende frituur in Gent, heeft het verder ontwikkeld. De snack is anno 2022 verkrijgbaar in heel Vlaanderen.